# Смоленский поход Ярослава Всеволодовича
Смоленский поход Ярослава Всеволодовича — успешная военная экспедиция великого князя владимирского против литовцев, захвативших Смоленск.

## Стратегическая обстановка
В марте 1238 года владимирское войско вместе с великим князем Юрием было уничтожено монголами на р.Сити. Узнав об этом, брат Юрия Ярослав приехал из Киева во Владимир, при этом Киев занял Михаил Всеволодович черниговский, владевший также (с 1235 года) и Галичем. По версии Майорова А. В., Ярослав и Михаил были союзниками (см. Киевский поход Ярослава Всеволодовича), по версии Горского А. А., Ярослав захватывал Киев в 1236 году, действуя на стороне противников Михаила. В 1238 году на смоленском княжении умер Святослав Мстиславич, его место занял брат Всеволод, который в 1239 году был изгнан литовцами.

## События
В таблице ниже приведены известия Лаврентьевской летописи, помещённые под 6747 мартовским годом, что соответствует промежутку времени от 1 марта 1239 года до 1 марта 1240 года. В записи предыдущего года (1 марта 1238 — 1 марта 1239) сказано, что было мирно.
| Летопись | Историография |
| --- | --- |
| Тогож̑ лѣ Татарове взѧша Переӕславль Рускъıи и єпс̑па оубиша и люди избиша а град̑ пожьгоша ѡгнем̑ и люди и полона много взем̑ше ѿидоша                                                       | Переяславль-Южный был взят монголами 3 марта 1239 года. |
| Тогож̑ лѣт̑ Ӕрославъ иде г А Каменьцю Б град̑ взѧ Каменець а кнѧгъıню Михаилову со множьством̑ полона приведе в своӕ си                                                                      | Грушевский М. С. пишет о захвате семьи Михаила Всеволодовича в Каменце подручником Даниила Галицкого Ярославом Ингваревичем во время бегства Михаила в Венгрию. Михаил бежал из Киева, когда монголы подошли к Днепру после взятия Чернигова. После отъезда Михаила Киев занял Ростислав Мстиславич смоленский (до конца 1239 года). Горский А. А. считает, что Ярослав (Всеволодович) поддержал не только Всеволода в качестве претендента на смоленский престол, но одновременно и Ростислава в качестве претендента на киевский, таким образом смоленский поход Ярослава (в таком понимании смоленско-каменецкий) относится весь к зиме 1239/1240 годов. Иногда подход монголов к Днепру после взятия Чернигова датируют не ранее чем февралём-мартом 1240 года, что справедливо в случае нахождения Мунке на Северном Кавказе перед этим. |
| Тогож̑ лѣт̑ Взѧша Татарове Черниговъ кнѧзи ихъ въıѣхаша въ Оугръı а град̑ пожегше и люди избиша и манастъıрѣ пограбиша а єпс̑па Перфурьӕ пустиша в Глуховѣ В а сами идоша в станъı своѣ      | Чернигов был взят 18 октября 1239 года. |
| Тогож̑ лѣт̑ Ӕрославъ иде Смолиньску на Литву и Литву побѣди и кнѧзѧ ихъ ӕлъ а Смольнѧнъı оурѧдивъ кнѧзѧ Всеволода посади на столѣ а сам̑ со множ̑ством̑ полона с великою чс̑тью ѿиде в своӕ си | Традиционно этот поход Ярослава описывается как его первая акция на великокняжеском престоле после распределения уделов и перезахоронения тела Юрия Всеволодовича. Костомаров Н. И. датирует бракосочетание Александра Ярославича с дочерью Брячислава полоцкого, последовавшее за освобождением Смоленска, уже 1238 годом. В таком случае поход Ярослава практически совпал по времени с организованным Михаилом Всеволодовичем черниговско-галицким походом на Литву с юга. Участие сил тогда ещё нетронутой монголами Южной Руси (возможно, в походе погибли двое чернигово-северских князей) могло повлиять на успех Ярослава под Смоленском. |
| Тогож̑ лѣт̑ На зиму взѧша Татарове Мордовьскую землю и Муром̑ пожгоша и по Клѧзмѣ воєваша и град̑ ст҃ъıӕ Бц҃а Гороховець пожгоша а сами идоша в станъı своӕ                                    | Согласно Тверской летописи, датировку которой подтверждает Черепнин Л. В., поход произошёл зимой 1238/1239 годов, причём командирами монгольского корпуса были те же лица, что и в походе конца 1239 года на Минкас. Один из них — Мунке — по мнению большинства исследователей руководил походом на Чернигов в конце 1239 года. Иногда поход в мордовскую землю и на восточные окраины Руси датируют концом 1239 года. |

Литовский князь был пленён, а Всеволод восстановлен в своих правах. С середины XIII века смоленские князья признавали верховенство владимирских. Возможно, это нашло своё отражение уже в участии Ярослава в уряжении смолян в 1239 году.
В ознаменование мира сын Ярослава Александр женился на Александре Брячиславне полоцкой в Торопце, причём свадьба иногда датируется уже 1238 годом. В 1239 году Александр построил несколько крепостей на р.Шелони для обороны от литовцев.